# 1984-es Formula–1 detroiti nagydíj
A kelet-amerikai nagydíj volt az 1984-es Formula–1 világbajnokság nyolcadik futama.

## Futam
| Helyezés | #  | Versenyző          | Csapat/Motor      | Körök | Idő/Kiesés oka                 | Rajthely | Pontszám |
| -------- | -- | ------------------ | ----------------- | ----- | ------------------------------ | -------- | -------- |
| 1        | 1  | Nelson Piquet      | Brabham-BMW       | 63    | 1:55:41,842                    | 1        | 9        |
| 2        | 11 | Elio de Angelis    | Lotus-Renault     | 63    | + 32,638                       | 5        | 6        |
| 3        | 2  | Teo Fabi           | Brabham-BMW       | 63    | + 1:26,528                     | 23       | 4        |
| 4        | 7  | Alain Prost        | McLaren-TAG       | 63    | + 1:55,258                     | 2        | 3        |
| 5        | 5  | Jacques Laffite    | Williams-Honda    | 62    | + 1 kör                        | 19       | 2        |
| Kizárva  | 3  | Martin Brundle     | Tyrrell-Ford      | 63    | Szabálytalan üzemanyagrendszer | 11       |          |
| Kiesett  | 27 | Michele Alboreto   | Ferrari           | 49    | Motorhiba                      | 4        |          |
| Kiesett  | 6  | Keke Rosberg       | Williams-Honda    | 47    | Turbó                          | 21       |          |
| Kiesett  | 16 | Derek Warwick      | Renault           | 40    | Váltó                          | 6        |          |
| Kizárva  | 4  | Stefan Bellof      | Tyrrell-Ford      | 33    | Baleset                        | 16       |          |
| Kiesett  | 15 | Patrick Tambay     | Renault           | 33    | Erőátvitel                     | 9        |          |
| Kiesett  | 9  | Philippe Alliot    | RAM-Hart          | 33    | Fékek                          | 20       |          |
| Kiesett  | 8  | Niki Lauda         | McLaren-TAG       | 33    | Elektronika                    | 10       |          |
| Kiesett  | 12 | Nigel Mansell      | Lotus-Renault     | 27    | Váltó                          | 3        |          |
| Kiesett  | 18 | Thierry Boutsen    | Arrows-BMW        | 27    | Motorhiba                      | 13       |          |
| Kiesett  | 26 | Andrea de Cesaris  | Ligier-Renault    | 24    | Túlmelegedés                   | 12       |          |
| Kiesett  | 20 | Johnny Cecotto     | Toleman-Hart      | 23    | Kuplung                        | 17       |          |
| Kiesett  | 23 | Eddie Cheever      | Alfa Romeo        | 21    | Motorhiba                      | 8        |          |
| Kiesett  | 19 | Ayrton Senna       | Toleman-Hart      | 21    | Baleset                        | 7        |          |
| Kiesett  | 22 | Riccardo Patrese   | Alfa Romeo        | 20    | Kicsúszás                      | 25       |          |
| Kiesett  | 25 | François Hesnault  | Ligier-Renault    | 3     | Baleset                        | 18       |          |
| Kiesett  | 24 | Piercarlo Ghinzani | Osella-Alfa Romeo | 3     | Baleset                        | 26       |          |
| Kiesett  | 28 | René Arnoux        | Ferrari           | 2     | Baleset                        | 15       |          |
| Kiesett  | 10 | Jonathan Palmer    | RAM-Hart          | 2     | Kerék                          | 24       |          |
| Kiesett  | 14 | Manfred Winkelhock | ATS-BMW           | 0     | Motorhiba                      | 14       |          |
| Kiesett  | 17 | Marc Surer         | Arrows-BMW        | 0     | Baleset                        | 22       |          |
| NK       | 21 | Huub Rothengatter  | Spirit-Ford       |       |                                |          |          |

## A világbajnokság élmezőnyének állása a verseny után
| H  | Versenyzők      | Pont | H  | Konstruktőrök | Pont |
| -- | --------------- | ---- | -- | ------------- | ---- |
| 1. | Alain Prost     | 35,5 | 1. | McLaren-TAG   | 59,5 |
| 2. | Niki Lauda      | 24   | 2. | Lotus-Renault | 27   |
| 3. | Elio de Angelis | 22   | 3. | Ferrari       | 26,5 |
| 4. | Nelson Piquet   | 18   | 4. | Brabham-BMW   | 22   |
| 5. | René Arnoux     | 17   | 5. | Renault       | 21   |

## Statisztikák
Vezető helyen:
- Nelson Piquet: 63 (1-63)

Nelson Piquet 12. győzelme, 12. pole-pozíciója, Derek Warwick 2. leggyorsabb köre.
- Brabham 34. győzelme.

Philippe Streiff első versenye.